# Далакян, Эдуард Георгиевич
Эдуард Георгиевич Далакян (17 февраля 1931—2006) — советский футболист, нападающий.

## Биография
Воспитанник грузинского футбола. Начинал свою карьеру в тбилисском «Спартаке», который на тот момент выступал в классе «А». В 1952 году Далакян вместе с тренером Андро Жордания перебрался из этой команды в ивановское «Красное Знамя». В нём футболист провел 2 сезона. Затем он проходил службу в клубе ОДО из Тбилиси. В 1956—1957 годы Далакян провёл в ереванском «Спартаке», после чего перешёл в «Динамо» из Тбилиси.
Всего в классе «А» нападающий провёл 19 игр и забил 5 мячей. Завершил карьеру футболист в тбилисском СКВО.
Окончил Тбилисский государственный университет. 1 апреля 2001 года Далакян был награждён грузинским Орденом Чести.